# Moțiune de cenzură
Moțiunea de cenzură (cunoscută și ca „vot de încredere” sau „vot de neîncredere”) este un act prin care parlamentul retrage mandatul anterior acordat guvernului pentru a administra țara.
În unele parlamente, moțiunile de cenzură pot fi îndreptate împotriva întregului guvern sau a unor membri individuali. În sistemele semi-prezidențiale, o moțiune de cenzură nu poate afecta președintele.

## Inițiere
În sistemele bicamerale, moțiunea de cenzură este inițiată de camera care are autoritatea de a numi guvernul, de obicei Camera Deputaților. Pentru adoptare, moțiunea trebuie votată de majoritatea absolută a parlamentarilor. În România, moțiunea poate fi inițiată de cel puțin o pătrime dintre senatori și deputați; fără acest prag, moțiunea nu poate fi votată. În unele țări precum Spania, Germania, Israel, inițiatorii moțiunii trebuie să propună un nou candidat pentru funcția de premier.
Votul moțiunii este de obicei secret. În anumite țări, cum ar fi Franța și Italia, votul este public, cu fiecare parlamentar exprimându-se la tribună. Dacă moțiunea nu trece, inițiatorii nu pot propune o altă moțiune în aceeași sesiune parlamentară, cu excepția cazurilor speciale.

## Efecte
Odată adoptată moțiunea de cenzură, guvernul este obligat să demisioneze, retrăgându-se astfel mandatul de încredere acordat de parlament. Acest act semnifică faptul că guvernul nu mai beneficiază de sprijinul majorității parlamentare și, prin urmare, nu mai poate îndeplini funcțiile de guvernare.
Demisia guvernului poate declanșa o criză guvernamentală care trebuie soluționată pentru a restabili funcționalitatea executivului. Parlamentul poate încerca formarea unui nou executiv care să aibă sprijinul majorității sau ca șeful statului să dizolve parlamentul pentru a declanșa alegeri anticipate.